# Performance budgeting
Výkonové rozpočtování (tzv. performance-based budgeting) je systém, který využívá informace o výkonnosti k přidělování, vynakládání a řízení finančních zdrojů státu. Tento přístup se uplatňuje za účelem zlepšení prioritizace výdajů, zvýšení účinnosti a efektivnosti veřejných výdajů a přidělování finančních prostředků na základě programových výsledků, které přispívají k plnění cílů organizace. Umožňuje vládám využívat důkazy k maximalizaci alokace finančních prostředků směrem k programům, které fungují, a od těch, které nefungují, a zároveň se během rozpočtového procesu zaměřit na pokrok při dosahování měřitelných cílů. Cílem rozpočtování založeného na výkonnosti není trestat nebo odměňovat oddělení či agentury, ale spíše umožnit městům provádět a zdůvodňovat rozpočtové změny, které odpovídají potřebám komunity a podporují celoměstské priority, namísto statusu quo.